# HOPE XXL

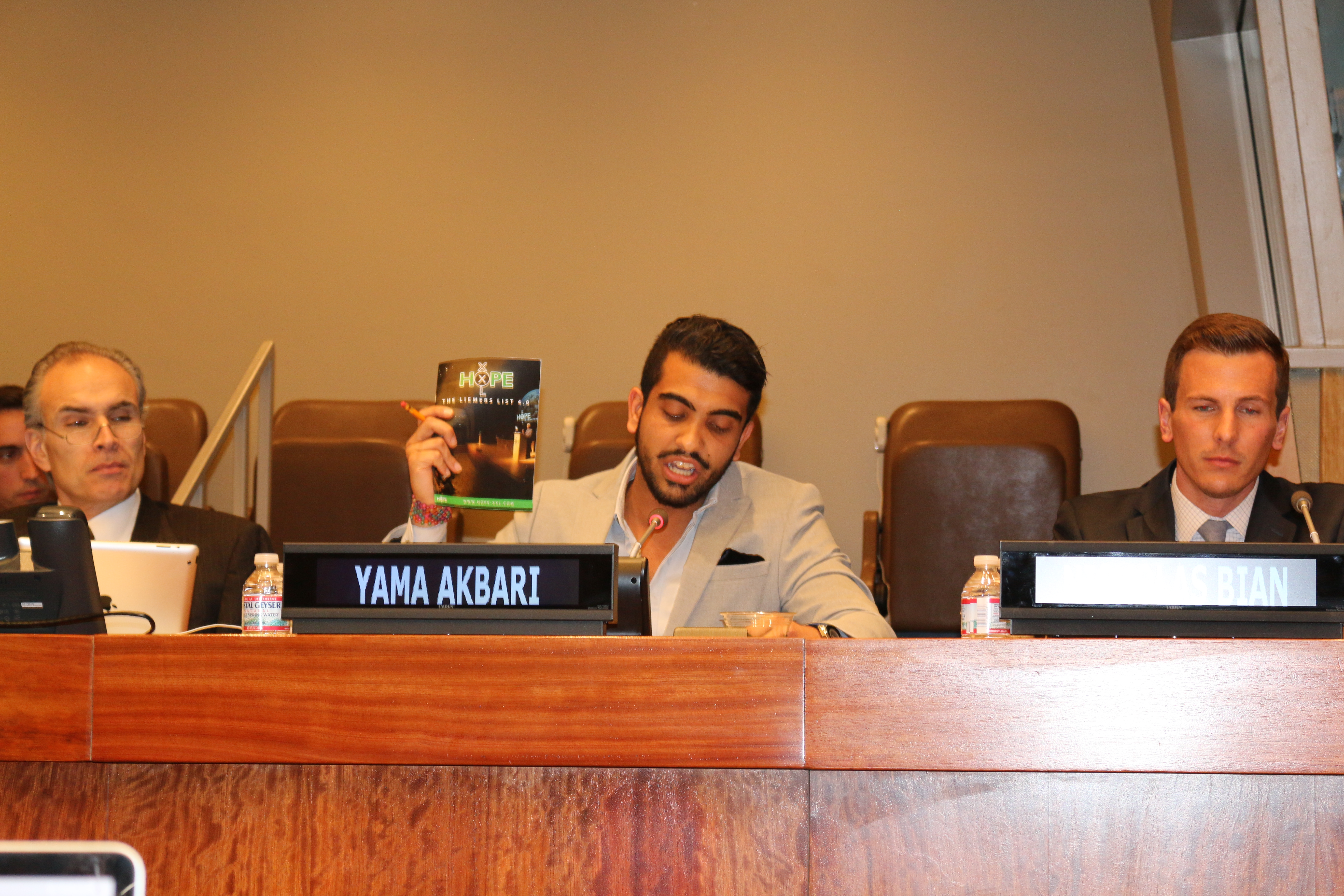
Presentatie Liemers List bij de VN door Yama Akbari

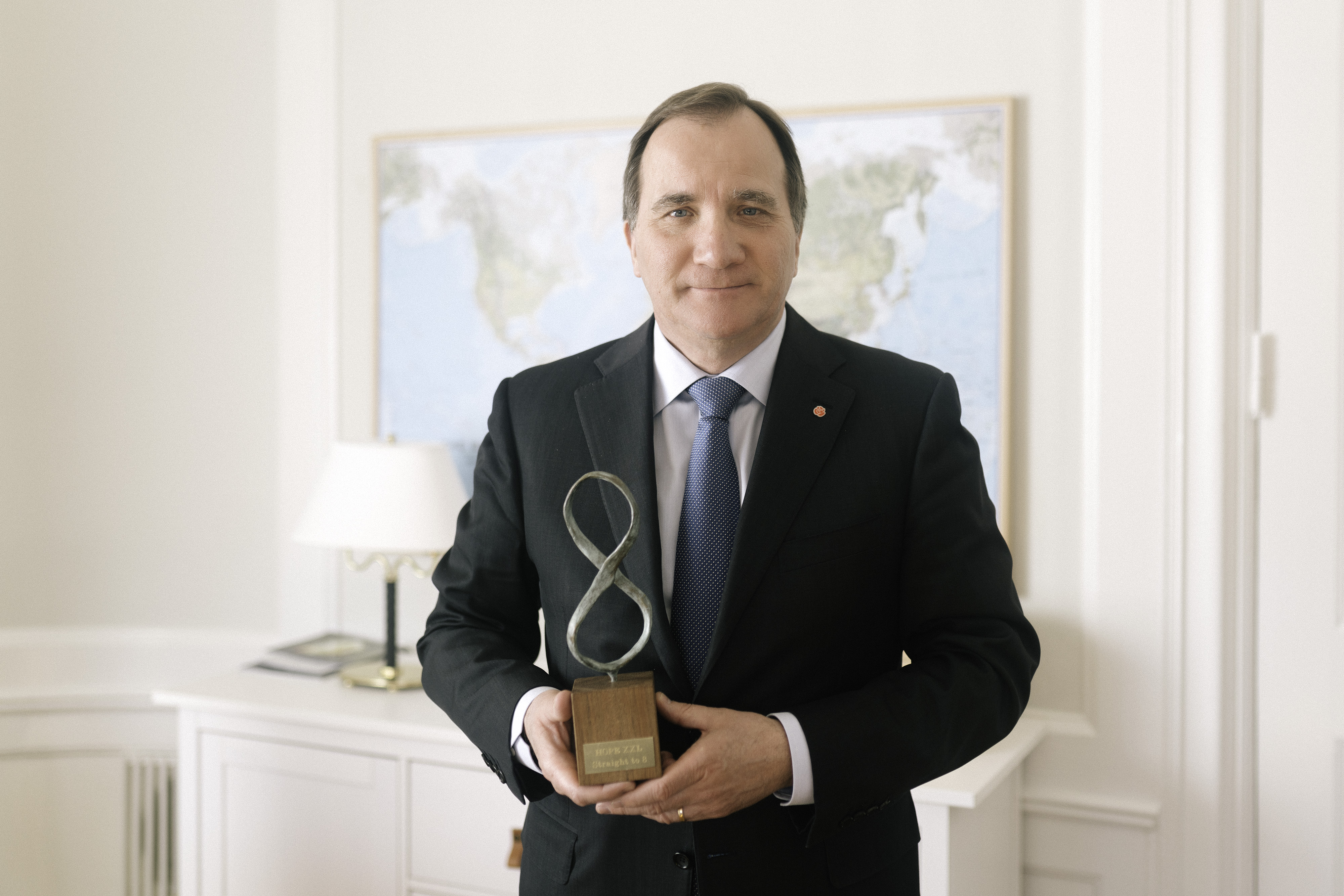
Stefan Löfven. premier Zweden met de HOPE XXL CUMULA

HOPE XXL staat voor Human Odyssey of People's Elevation. In 2009 kwam een groep bestaande uit tien jongeren (X) tien keer (X) bij elkaar in de regio de Liemers (XXL) om te filosoferen over een betere wereld, een oktopische samenleving waarin iedereen zijn of haar leven als goed (cum laude, met een 8) kan waarderen. De groep en het aantal bijeenkomsten zijn door blijven groeien. Wereldwijd hebben, gedurende een periode van vijf jaar, duizenden jongeren en honderden nationale en internationale prominenten en professoren meegedacht en meegepraat over de doelstellingen van HOPE XXL. De thema’s waren sociale, economische en ecologische duurzaamheid, duurzame vrede en veiligheid en internationale samenwerking.

## De Liemers List
De uitkomst van de gesprekken heeft zich vertaald in een langetermijnvisie met 80 concrete aanbevelingen, genaamd De Liemers List, The Universal Declaration of the Things We Have To Do. De definitieve lijst is op 3 februari 2015, tijdens het ECOSOC Youth Forum, aangeboden aan de Verenigde Naties (VN) in New York. In een krachtige speech door een van de deelnemende jongeren (Yama Akbari) werden de plannen van HOPE XXL voor de toekomst gedeeld met jongeren en beleidsmakers van over de hele wereld. De VN is verzocht om, complementair aan de Sustainable Development Goals (SDG’s) die zich focussen op de komende 15 jaar, de Liemers List als leidraad op te nemen voor de komende 100 jaar.
Belangrijke gebeurtenissen voor het tot stand komen van de huidige versie van de Liemers List 6.0 waren:
- Jongeren van HOPE XXL bezochten vanaf 2010 door heel Europa steden, festivals en bijeenkomsten en overlegden met ouderen en jongeren over de punten uit de Liemers List.[3][4]
- Jongeren van HOPE XXL overlegden jaarlijks vanaf 2011 tot en met 2013 met prominenten in “De Glazen Kluis”.[5]
- In 2012 organiseerde HOPE XXL een Europese conferentie met 800 jongeren uit 25 Europese landen in Leiden. De belangrijkste sprekers waren Kofi Annan, voormalig Secretaris-Generaal van de Verenigde Naties en winnaar van de Nobelprijs voor de Vrede, Jan Peter Balkenende (oud minister-president) en Herman van Rompuy (oud voorzitter van de Europese Raad).[6]

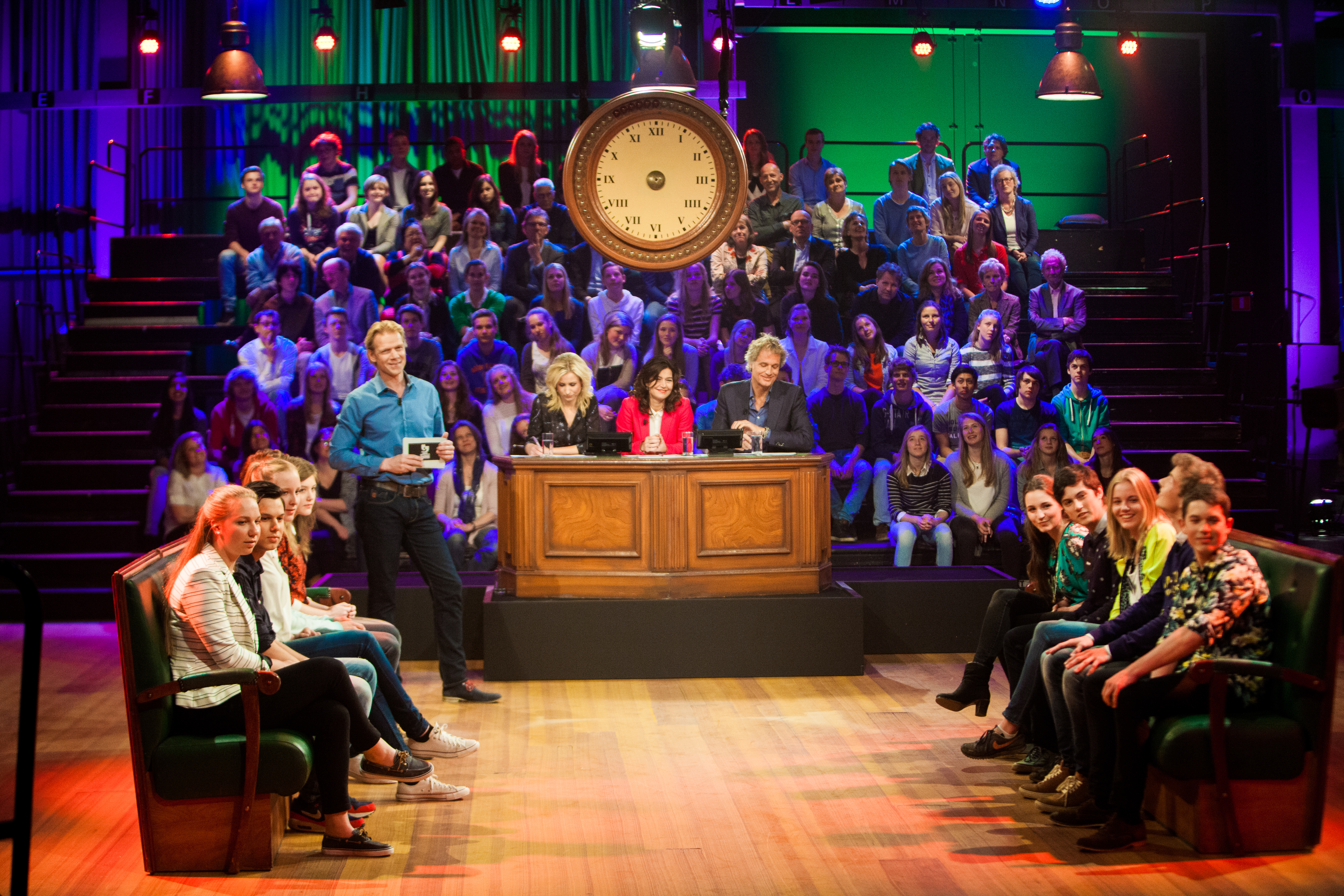
Finale Op Weg naar het Lagerhuis met de Vara 2015

- Finale Op Weg naar het Lagerhuis met de Vara 2015HOPE XXL organiseerde vanaf 2013 tot en met 2019 in samenwerking met de VARA en 250 middelbare scholen en 2500 leerlingen uit alle provincies het programma "Op weg naar het Lagerhuis".
- Honderden jongeren met dertig verschillende nationaliteiten namen in 2013 deel aan de vierdaagse Peace Panorama Conferentie in het Vredespaleis te Den Haag.[7]
- In 2013 startte een samenwerking met de VARA en het SNS Reaal Fonds, hierbij gingen o.a. VMBO jongeren in gesprek met elkaar in de documentaire “Bandidos on tour”.[8]
- In 2013 deden meer dan 1300 jongeren mee aan het project “Speak up for HOPE” en schreven een speech over hun visie op de toekomst.
- Tijdens de Lions Conventie in Hamburg in 2013 bood HOPE XXL aan de deelnemers uit 67 landen een speciaal dialoog pakket aan om in eigen land in gesprek te gaan over de Liemers List.[9]
- In 2014 gingen de jongeren van HOPE XXL tijdens het “Silent Diner Amsterdam Centraal” in gesprek met leden van de Raad van Aanbeveling en de Raad van Professoren.
- Jongeren uit Afrika, Azië en Noord- en Zuid-Amerika deden in 2014 mee aan de vierdaagse “HOPE XXL Triple-A Summit”.[10]
- In 2015 gingen tijdens de “HOPE XXL Global Summit” in Costa Rica circa 75 jongeren uit de hele wereld 4 dagen lang met elkaar in gesprek om de final version van de Liemers List af te ronden.[11]
- Tijdens de lustrumconferentie, die werd gehouden op 22 en 23 augustus 2020 in het vredespaleis in Den Haag, is de Liemers List opnieuw tegen het licht gehouden en is versie 6.0 uitgebracht.

## Trachtprojecten (TR-8-projecten)
Na het aanbieden van de Liemers List aan de Verenigde Naties (VN) is HOPE XXL actief om de artikelen uit de Liemers List om te zetten naar daadwerkelijke acties om het geluk en welzijn bij mensen en in regio’s te verhogen. Onder de noemer “Think Global, Act Local’ wil HOPE XXL bereiken dat de Liemers in 2030 de gelukkigste en duurzaamste regio van de wereld wordt. Professor dr. Meike Bartels van de Vrije Universiteit van Amsterdam is een meerjarig onderzoek gestart om die ontwikkeling te monitoren. Door het uitvoeren van zogenaamde Trachtprojecten (TR-8-projecten) wordt uitgezocht wat het effect hiervan is op het geluk en welzijn van mensen en de regio. Doel is de succesvolle projecten vervolgens nationaal en internationaal uit te rollen.
Een aantal voorbeelden van de ongeveer 100 Trachtprojecten (TR-8-projecten) is:
- Het tweewekelijks huis-aan-huis verspreiden van een goednieuws krant genaamd “De Liemers Helemaal Goed Courant” met een oplage van 42.000 exemplaren die grotendeels is geschreven door scholieren van middelbare scholen.[12]
- Jaarlijkse viering van de vrijheid op 5 mei tijdens “Duiven in Vuur en Vlam voor Vrede”.[13]
- Onder de naam Stroomlijners is een app ontwikkeld waarmee jongeren binnen het gezin en bij anderen energiebesparende maatregelen kunnen doorvoeren.
- Onder de noemer van het “HOPE XXL Peoples Partnership” worden contacten gelegd tussen scholen, bedrijven en instantie in Nederland en Bangladesh.
- Het Liemers Protocol wordt ingevoerd voor burgers, bedrijven en gemeentes.
- Verenigingen en stichtingen worden samengebracht tijdens een jaarlijks voorzittersdiner.[14]
- De Liemerse 8 wordt, als bronzen Cumula, in Nederland uitgereikt aan burgemeesters en commissarissen van de koning.
- Senioren en jongeren vormen teams en schrijven zich bij de notaris in het JES-register in als een “Junior en Senior”.
- Jongeren van verschillende middelbare scholen vormen Schoolteams-8 en verspreiden op school en de regio het gedachtegoed van HOPE XXL en voeren Trachtprojecten (TR-8 projecten) uit.
- In de nacht van 5 op 6 oktober 2018 komen tijdens een 12-uur durende marathonconferentie, in het Huis der Provincie te Arnhem, 150 jongeren uit de regio Arnhem bij elkaar om plannen te maken om het welzijn van iedereen de regio Arnhem op een 8+ te brengen.[15]
- Onder de noemer “Marble and Bronze (MORB)” wordt er, in een poging om discriminatie op basis van huidskleur te stoppen, een boek uitgegeven, kleding verkocht en exposities gehouden.

Vanaf 6 februari 2020 is HOPE XXL een van de uitvoerende organisaties ten aanzien van de subsidie verstrekt door het Ministerie van Volksgezondheid, Welzijn en Sport (VWS), aangaande de Maatschappelijke Diensttijd (MDT) zoals is opgenomen in het coalitieakkoord van 2017. Inhoudelijk zorgt HOPE XXL er voor dat 1260 jongeren in Nederland 80 uur durende maatschappelijke- en sociaal georiënteerde projecten uitvoeren in de periode 2020-2022. Voor de uitvoering van de Maatschappelijke Diensttijd maakt HOPE XXL gebruik van de in het afgelopen decennia opgebouwde infrastructuur. 
Op 25 april 2021 is HOPE XXL een podcast gestart onder de naam Podcast of HOPE waarin bekende en onbekende gasten met presentatoren Cliff Vissers en Nick Dreijer in gesprek gaan over het thema geluk.
Eind 18 december 2022 bracht HOPE XXL het kinderboek Max en Wouter. Het geheim van De Havelaar uit dat werd geschreven door Chris van de Ven. Het boek werd uitgereikt door Jan Terlouw.
In 2023 heeft HOPE XXL een nieuwe MDT-subsidie ontvangen van het Ministerie van Onderwijs, Cultuur en Wetenschap (OCW) waarmee zij in de periode 2024-2027 aan 3200 jongeren een MDT-reis van 80 uur aanbiedt.
Sinds 2023 is HOPE XXL betrokken bij de interactieve theatervoorstelling WereldBeterMakers. 
In 2024 is HOPE XXL een nieuwe podcast gestart onder de naam Kletskoppen, hierin gaat kindervriend Jochem van Gelder in gesprek met jonge kinderen over actuele onderwerpen die hen bezighouden en over hun dromen voor later.

## Council of professors / Raad van aanbeveling
Voor een wetenschappelijke onderbouwing van de haalbaarheid van de Liemers list is een beroep gedaan op professoren. HOPE XXL beschikt over een raad van aanbeving, bestaande uit Nederlandse prominenten, waarop een beroep wordt gedaan bij de samenstelling en/of wijziging van de Liemers List.

## Bestuur
De Raad van Bestuur van Stichting HOPE XXL wordt gevormd door Pieter-Jan Buhler, Piet Nass, Chris Thijssen, Maarten Delen en Lotte Jansen. Directeur en oprichter van HOPE XXL is Chris van de Ven.

## Registraties en subsidies
Stichting HOPE XXL staat geregistreerd bij de Kamer van Koophandel in Arnhem onder nummer 09221441. Stichting HOPE XXL is door de Belastingdienst aangemerkt als een Algemeen nut beogende instelling (ANBI). De belangrijkste subsidie gevers zijn het V-Fonds, de Rabobank, het Ministerie van Buitenlandse zaken, de Provincie Gelderland en het Ministerie van Volksgezondheid, Welzijn en Sport.